# Clementina (zarzuela)
Pour les articles homonymes, voir Clementina.
Clementina (G 540), est une zarzuela en deux actes écrite en 1786 par Luigi Boccherini, sur un livret de Ramón de la Cruz. La première représentation a eu lieu la même année, au palais Puerta de la Vega de Madrid. Le titre communément en usage, La Clementina, qui ajoute l'article est une erreur qui repose sur une faute de traduction plus tardive.

## Historique
Clementina est la seule pièce complète écrite par Boccherini. Elle a été écrite au moment de la période la plus florissante de la zarzuela, avant que ce genre, au début du XIXe siècle, ne soit presque complètement oublié au profit de l'opéra italien. Le librettiste de Clementina, Ramón de la Cruz, a tenté d'introduire des innovations dans le genre, en utilisant des éléments de folklore et des éléments populaires à la place des sujets mythologiques plus habituels. La musique est essentiellement gaie et orientée vers le comique, mais avec des incursions dans le pathétique quand il faut décrire l'amour non partagé.
À partir de mars 1786, Boccherini est entré au service de María Faustina Téllez-Girón, comtesse-duchesse, veuve de Benavente-Osuna, en tant que compositeur et musicien de chambre (directeur d'un petit orchestre) et comme professeur de musique de la fille de la comtesse, María Josefa Alonso Pimentel, la fameuse comtesse de Benavente dont Francisco de Goya a fait le portrait. La duchesse était une dame cultivée, au fort caractère et aimant les arts. Elle avait entretenu une correspondance et avait passé un important contrat avec Joseph Haydn, afin que celui-ci lui fasse parvenir depuis Vienne un certain nombre d'œuvres. De la Cruz avait lui aussi travaillé sous la protection de la comtesse.
Clementina a été écrite sur commande de la comtesse-duchesse. La première représentation a eu lieu dans le palais de la comtesse, avec des chanteurs probablement non professionnels. Boccherini a composé la musique en moins d'un mois. Une reprise de Clementina a eu lieu en 1799 au Coliseo de los Canos del Peral, également à Madrid, cette fois avec des chanteurs bien connus : Catalina Tordesillas (Clementina), Manuela Montéis (Damiana), Joaquina Arteaga (Narcisa), Lorenza Correa (Cristeta), Vicente Sanchez (Don Urbano) et Manuel Garcia Parra (Don Lazzaro).
À notre époque, Clementina a été remontée à Venise (Théâtre de La Fenice, le 18 septembre 1951), Monaco (Théâtre Cuvilliès, 1960 ) et en Espagne. La pièce a été montée à Lucques en 2005.

## Argument
Les filles de Don Clemente, Clementina et Narcisa, respectivement, sont courtisées par Don Urbano et le marquis de La Ballesta, mais repoussent les avances des deux hommes. Don Clemente révèle que Clementina n'est pas sa fille naturelle, mais a été adoptée enfant. Peu à peu, Don Urbano comprend que Clementina est sa sœur, dont il avait perdu la trace et qu'il cherchait depuis longtemps. L'ouvrage se termine par les mariages de Don Urbano et de Narcisa, du Marquis et de Clementina, de Don Lázaro et de Cristeta.

## Personnages
- Don Clemente, rôle parlé
- Doña Clementina, fille supposée de Don Clemente (soprano)
- Doña Narcisa, fille véritable de D. Clemente, plus jeune que Clementina (soprano)
- Doña Damiana, préceptrice des deux filles (mezzo-soprano)
- Cristeta, employée cuisinière (soprano)
- Don Urbano, chevalier portugais (ténor)
- Le Marquis de La Ballesta, rôle parlé
- Don Lázaro, maître de musique (baryton)

## Orchestration
| Instrumentation de Clementina                                       |
| Cordes                                                              |
| premiers violons, seconds violons, altos, violoncelles, contrebasse |
| Bois                                                                |
| 2 flûtes, 2 hautbois, 2 bassons                                     |
| Cuivres                                                             |
| 2 cors d'harmonie                                                   |
| Voix                                                                |
| 3 sopranos, mezzo-soprano, ténor, baryton                           |

## Structure
Clementina comprend l'ouverture, 12 airs, 2 récitatifs obligés et 6 ensembles vocaux, en plus des dialogues.

## Discographie
- 1958 - Fiorella Carmen Forti (Clementina), Graziella Sciutti (Narcisa), Angela Vercelli (Damiana), Juan Oncina (Don Urbano), Franco Calabrese (Don Lazzaro), Vittoria Palombini (Cristeta) - Direttore: Alfredo Simonetto - Orchestra e Coro della RAI di Milano - Versione italiana - Cantus Classics (LC 03982) CACD 5.01226 F (2009)[7]
- 1965 - Elena Rizzieri (Clementina), Maria Grazia Ferracini (Narcisa), Karla Schean (Damiana), Ugo Benelli (Don Urbano), Fernando Corena (Don Lazzaro), Luciana Ticinelli (Cristeta) - Direttore: Angelo Ephrikian - Orchestra e Coro della Radiotelevisione Svizzera Italiana - Versione italiana - Nuova Era[8]
- 2008 - María Hinojosa (Clementina), Sonia de Munck (Narcisa), Marta Rodrigo (Damiana), David Alegret (Don Urbano), Toni Marsol (Don Lazzaro), Elena Rivero (Cristeta) - Direttore: Pablo Heras-Casado - Orchestra: La Compañia del Principe - Version originale en espagnol - Música Antigua Aranjuez MAA 008[9]